# Кастелар (Француска)
Кастелар (фр. Castellar) је насељено место у Француској у региону Прованса-Алпи-Азурна обала, у департману Приморски Алпи.
По подацима из 2011. године у општини је живело 969 становника, а густина насељености је износила 79,17 становника/km².

## Демографија
| 1962. | 1968. | 1975. | 1982. | 1990. | 2011. |
| ----- | ----- | ----- | ----- | ----- | ----- |
| 333   | 306   | 353   | 533   | 638   | 969   |